# Биляна Раева
Биляна Илиева Раева е български политик, евродепутат от 2007 до 2009 г. от НДСВ и общински съветник във Варна от ГЕРБ за мандат 2023 - 2027 година.

## Биография
Завършила е международни и икономически отношения в Краков. Стипендиант е в Школата за следдипломна квалификация по международни и европейски въпроси и управление към Амстердамския университет.
През 2000 година стажува в Европейската комисия в Брюксел, Белгия. Шест месеца работи в Генералната дирекция „Информационно общество“. През април на следващата година е назначена за експерт по информация и комуникации в Евроситис – организация на големите европейски градове в Брюксел, Белгия. От 2005 г. е директор на дирекция „Управление на проекти и програми“ в Министерството на държавната администрация и административната реформа.
Биляна Раева е евродепутат от групата на Алианса на либералите и демократите за Европа (АЛДЕ). Сред приоритетите ѝ основно място заема политиката по опазване на българските малцинствени общности на Балканите и по света, както и опазването на българското културно-историческо наследство в Македония. По инициатива на Биляна Раева в Европейския парламент е представено фототипното издание на Алманах „Македония“ през 2008 година.

## Семейство
Има дъщеря – Алеф, родена през 2010 г. в Брюксел, Белгия.